# Coup de sang (téléfilm)
Pour les articles homonymes, voir Coup de sang et De sang-froid.
Pour plus de détails, voir Fiche technique et Distribution.
Coup de sang ou De sang froid au Québec (In Cold Blood) est un téléfilm américano-canadien réalisé par Jonathan Kaplan, adapté de l'œuvre littéraire De sang-froid de Truman Capote, sorti en 1996.
Il s'agit également du remake du film De sang-froid de Richard Brooks, sorti en 1967.

## Synopsis
En prison, Dick Hickock, 28 ans, a appris par un de ses compagnons de cellule, qu'un riche fermier (Clutter) détenait dans son coffre 10 000 dollars en espèces et lui a également fourni un plan détaillé des lieux. Dick persuade un ex détenu Perry Smith, 31 ans, de se joindre à lui pour réaliser le vol. En novembre 1959, Dick et Perry pénètrent dans la maison des Clutter, mais ne trouve pas de coffre, ils tentent en vain de faire parler le quatre occupants (Clutter, son épouse et ses deux enfants), puis les ligotent et les massacrent avant de prendre la fuite. Les corps sont retrouvés le lendemain matin par des amis de la famille. L'enquête est confiée au détective Alvin Dewey du Kansas Bureau of Investigation, mais il n'y a pas d'indices, pas de mobile, pas de suspect. Cependant, l'ancien codétenu de Dick, qui espérant profiter d'un marchandage, met les policiers sur la trace de Dick et de Perry. Après une longue traque, ils seront arrêtés, jugés, condamnés et pendus.

## Fiche technique
Sauf indication contraire, les informations mentionnées dans cette section peuvent être confirmées par la base de données cinématographiques IMDb,  présente dans la section « Liens externes ».
- Titre original : In Cold Blood
- Titre français : Coup de sang[2]
- Titre québécois : De sang-froid
- Réalisation : Jonathan Kaplan
- Scénario : Benedict Fitzgerald, d'après le livre de Truman Capote
- Direction artistique : Mark S. Freeborn et Scott Dobbie
- Décors : Linda Williams
- Costumes : Wendy Partridge
- Photographie : Peter F. Woeste
- Montage : Michael D. Ornstein
- Musique : Hummie Mann
- Production : Tom Rowe ; George Horie et David W. Rose (assistant) ; Robert Halmi Sr. (exécutif)
- Société(s) de production : Pacific Motion Pictures Corporation
- Sociétés de distribution : Columbia Broadcasting System et Sonar Entertainment (II) (télévision) ; Echo Bridge Home Entertainment (2006) et Mill Creek Entertainment (2013) (DVD)
- Pays d'origine :  États-Unis,  Canada
- Langue originale : anglais américain et canadien
- Format : couleur, noir et blanc - 35 mm - 1,33:1 - son Dolby SR
- Genre : thriller dramatique
- Durée : 172 minutes
- Dates de sortie :
  - États-Unis[3] : 24 novembre 1996 sur CBS
  - France : 1999 (DVD)

## Distribution
- Anthony Edwards (VF : Michel Vigné) : Dick Hickock
- Eric Roberts (VF : Emmanuel Jacomy) : Perry Smith
- Sam Neill (VF : Hervé Bellon) : l'agent Alvin Dewey
- Kevin Tighe : Herbert Clutter
- Gillian Barber : Bonnie Clutter
- Margot Finley : Nancy Clutter
- Robbie Bowen : Kenyon Clutter
- Bethel Leslie : Bess Hartmann
- Gwen Verdon : Sadie Truitt
- Leo Rossi : l'agent Harold Nye
- Troy Evans : Carl Duntz
- Don S. Davis : Roy Church
- L.Q. Jones : Tex Smith
- Louise Latham : Eunice Hickock
- Campbell Lane (en) : Walter Hickock
- Tom McBeath : Alfred Stoecklein
- Brad Greenquist : Floyd Wells
- Ryan Reynolds (VF : Denis Laustriat) : Bobby Rupp
- Lindsey Campbell : Susan Kidwell
- Emily Perkins : Kathy Ewalt
- Susan Hogan : Marie Dewey
- Harry Northup : le révérend
- Frank C. Turner : Clarence Ewalt
- Stephanie Mills : Dorie
- Valerie Planche : Mme Ketchum
- Veronika Sztopa : Jolene Ketchum
- Renae Morriseau : Flo Smith
- Rhys Williams : Bill
- John Gibbs : l'inspecteur Pike
- Stella Stevens : une hôtelière

## Tournage
Le tournage a été effectué à Drumheller, à Fort Macleod et à Wayne (en), à Alberta, au Canada.